# М'янмський к'ят
М'янмський к'ят (англ. Kyat, фр. Kyat) — національна валюта М'янми (до 1989 року — Бірми).
Місцеві назви: ча, джа. Один к'ят дорівнює 100 п'я. З 1952 року по 1989 рік мав назву Бірманський к'ят, з 1989 року — М'янмський к'ят.
Емісією місцевої валюти займається Центральний банк М'янми. В обігу перебувають банкноти номіналом  50, 100, 200, 500, 1000, 5000 І 10000 к'ят.
Банкноти 50 п'я, 1 і 5 к'ят, через їх низьку купівельну спроможність можна зустріти дуже рідко. К'ят, або джа, знаходиться в обігу не на всій території країни. Так, наприклад, на північному сході М'янми замість національної валюти діють китайські гроші.

## Історія
Поняття «к'ят» зустрічається вже наприкінці XIX століття. Це було місцеве найменування спільної для кількох держав Індокитаю (Бірма, Сіам, Лаос, Камбоджа) одиниці вимірювання — тікаля, що слугував як грошовою одиницею, так і одиницею вимірювання маси.
У 1852–1878 роках, при королі Міндоні, на базі тікаля (к'яту), який був прирівняний до індійської рупії, були випущені перші бірманські монети, у тому числі номіналом в 1 к'ят (срібло) та в 1 п'я (мідь, 1/64 або 1 / 80 к'ят). Вони перебували в обігу до 1 квітня 1892 року.
До війни 1937 року на території Бірми в обігу перебували банкноти Резервного банку Індії. Це були індійські рупії зі штампом «Законний платіжний засіб у Бірмі». Згодом їх замінили на білети Бірманського грошового управління, що знаходилося в Лондоні. Вони дістали назву «бірманські рупії». Бірманська рупія прирівнювалася до індійської.
З 1943 року, під час японської окупації, в грошовий обіг держави почала входити військова валюта, що мала назву місцевих грошей. У 1945 році їх змінили гроші Британської військової адміністрації, які перебували в обігу за часів окупації Бірми англійцями. І лише через кілька років після здобуття незалежності, в 1952 році, почав випускатися бірманський к'ят.
1 жовтня 2009 Центральний банк М'янми почав випуск банкноти 5000 к'ят. Розміром 150×70 мм, на лицьовій стороні зображений білий слон, на звороті — Центральний банк країни, з написом номіналу англійською мовою.

## Банкноти

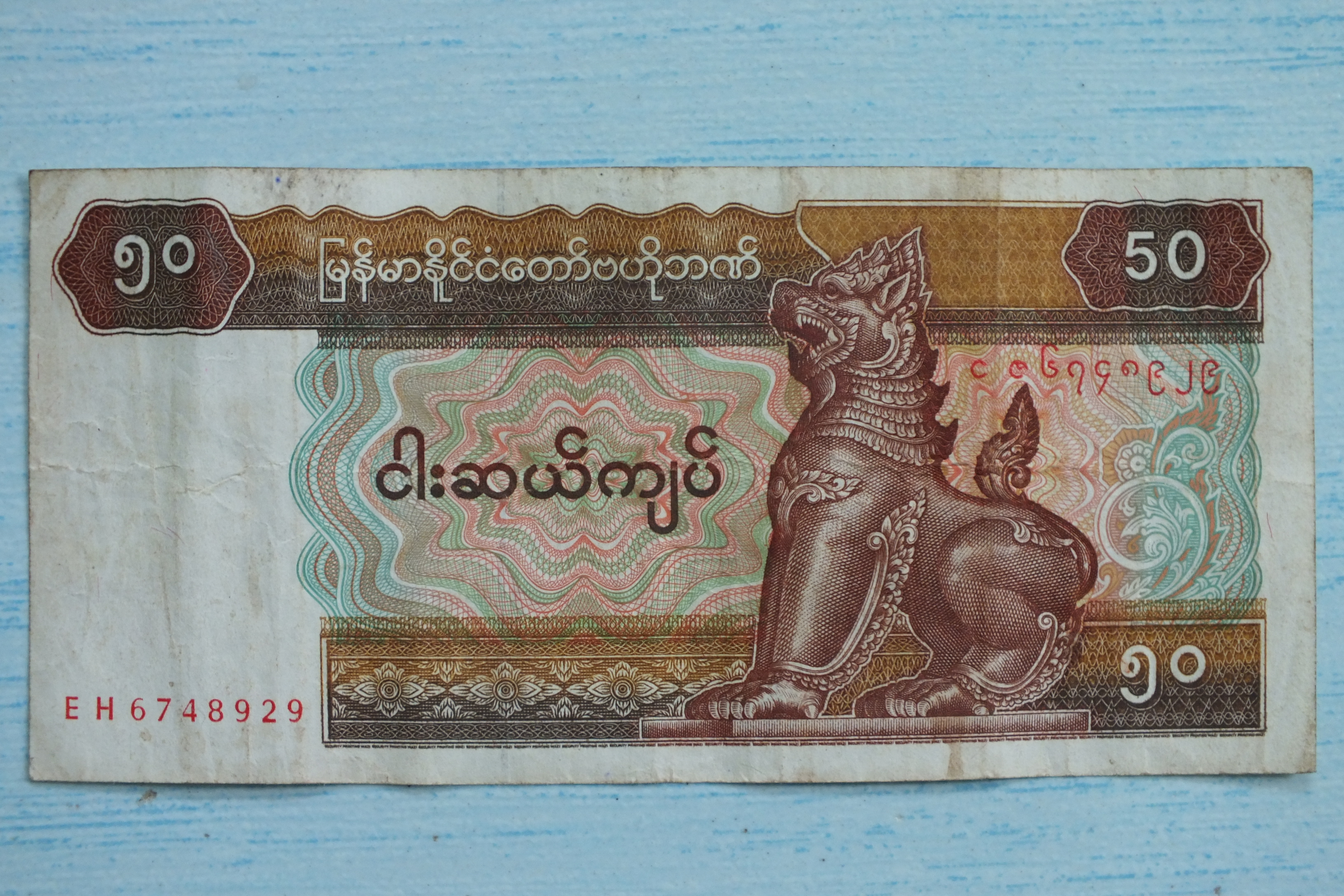
50 к'ят
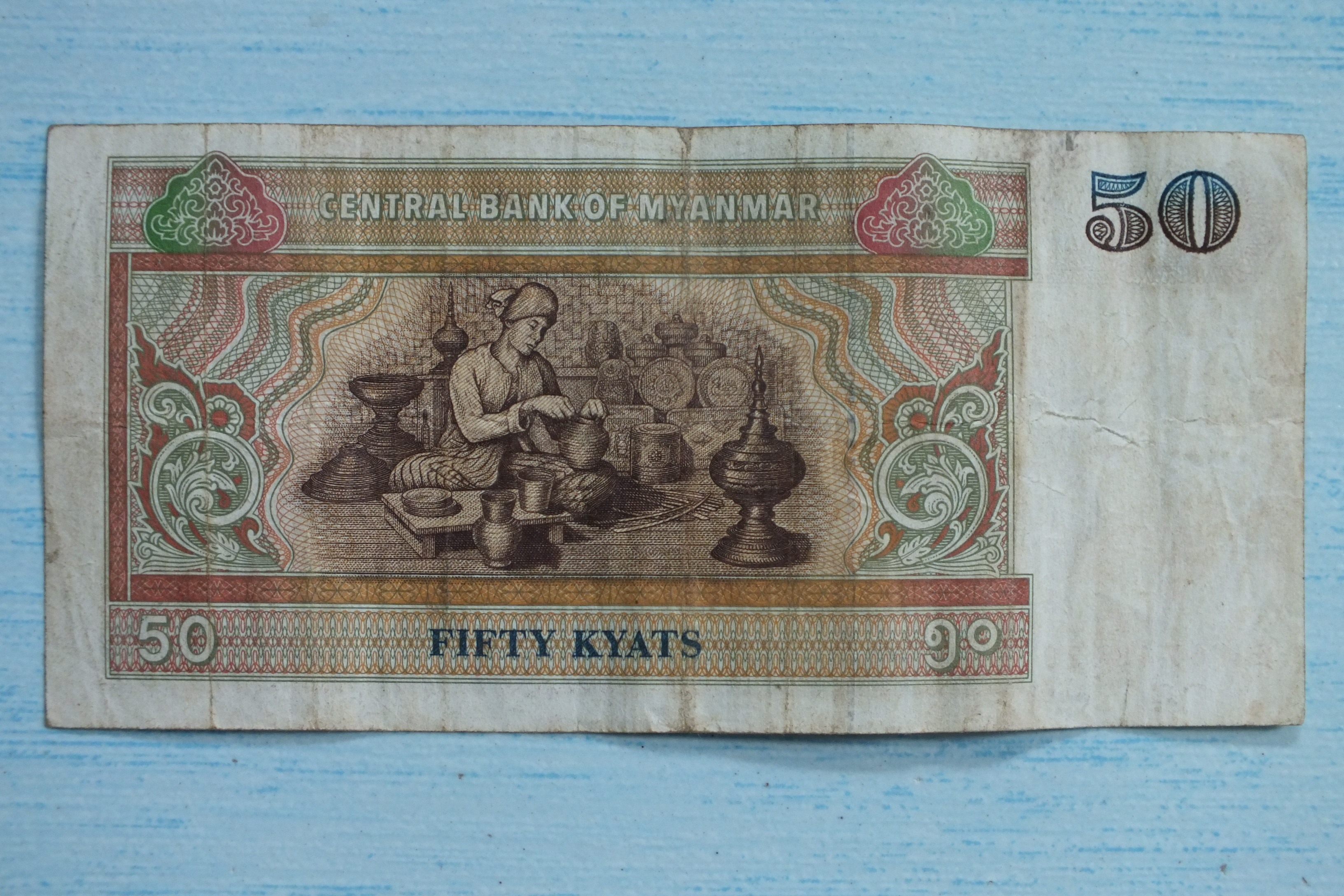
50 к'ят тил
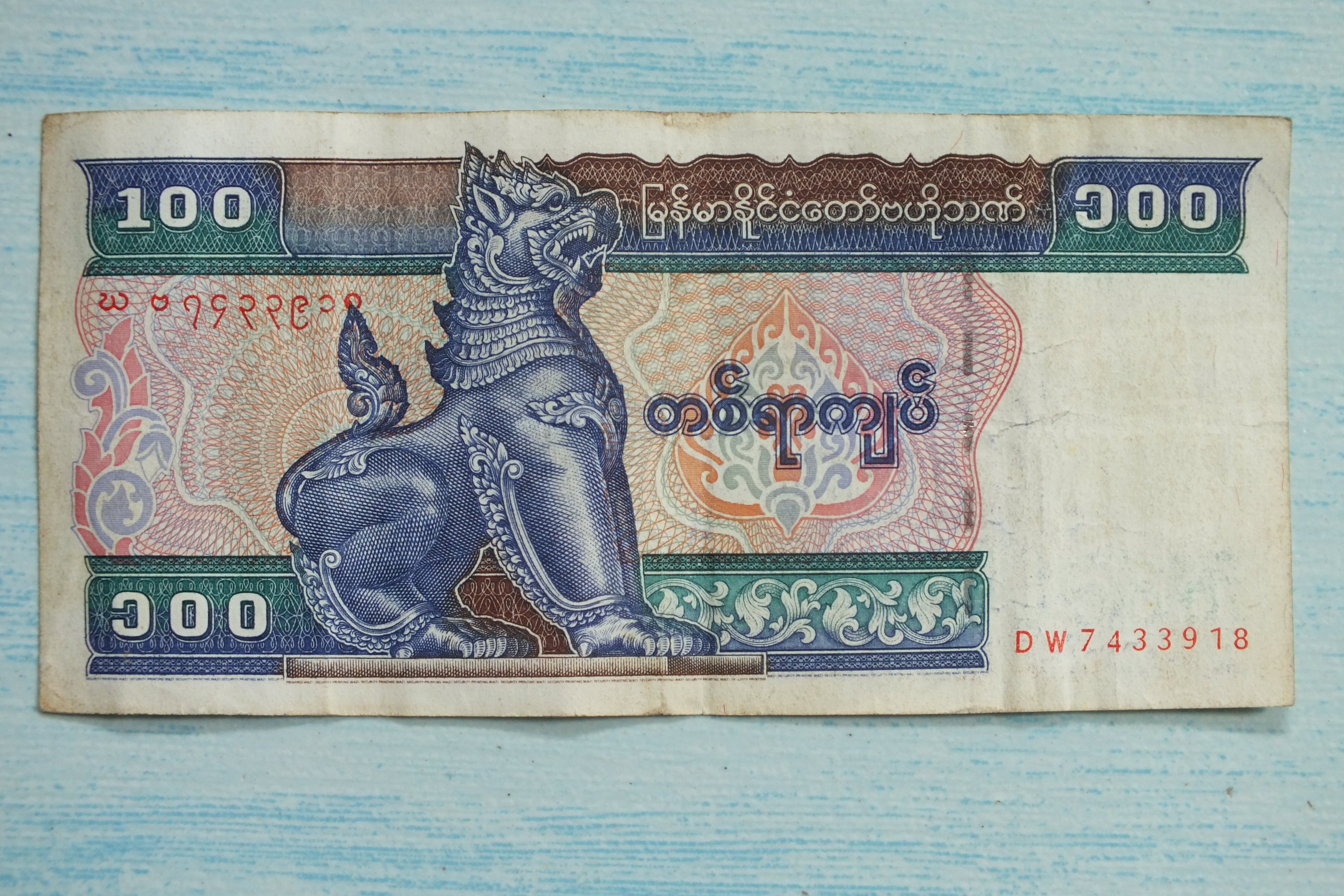
100 к'ят
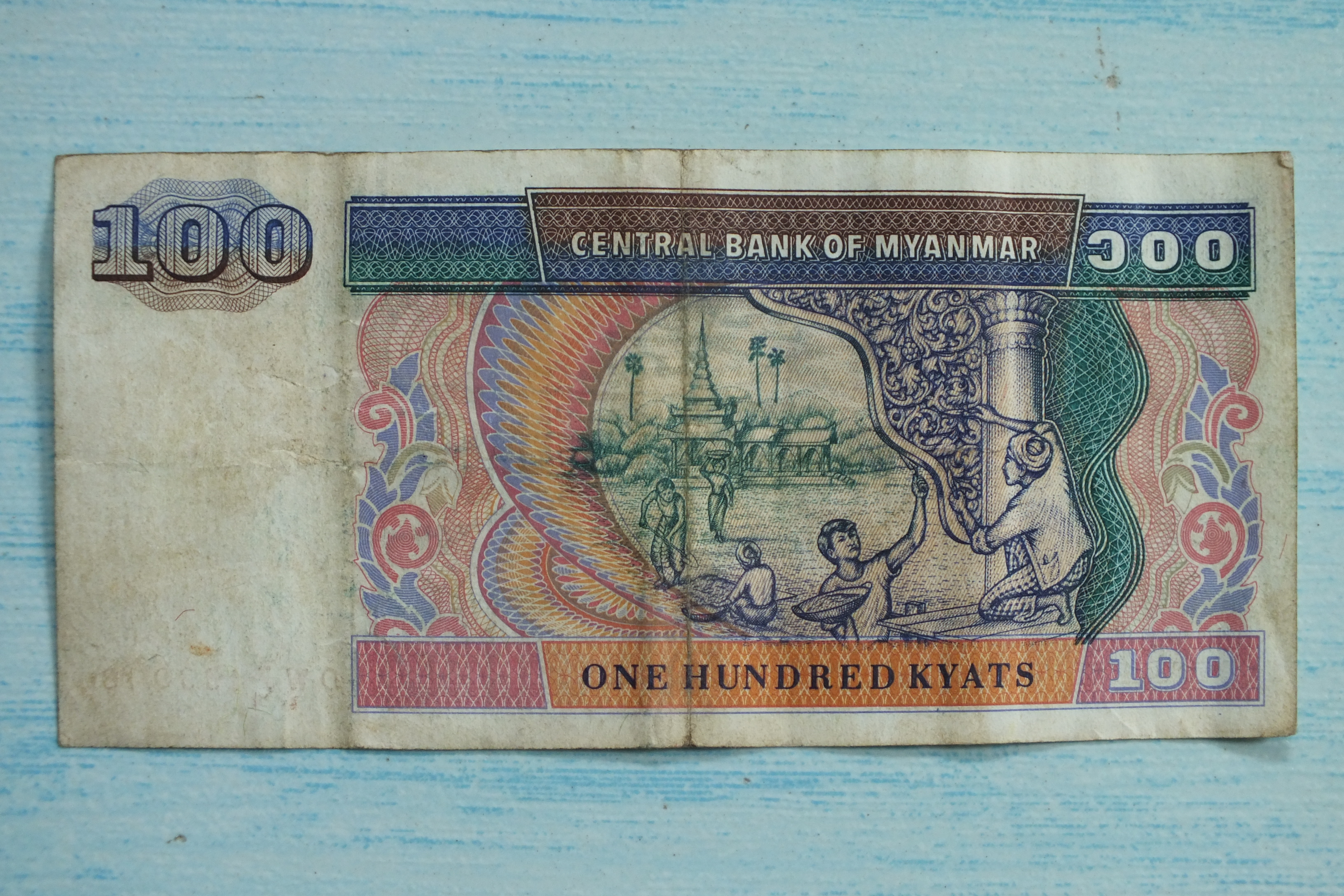
100 к'ят тил
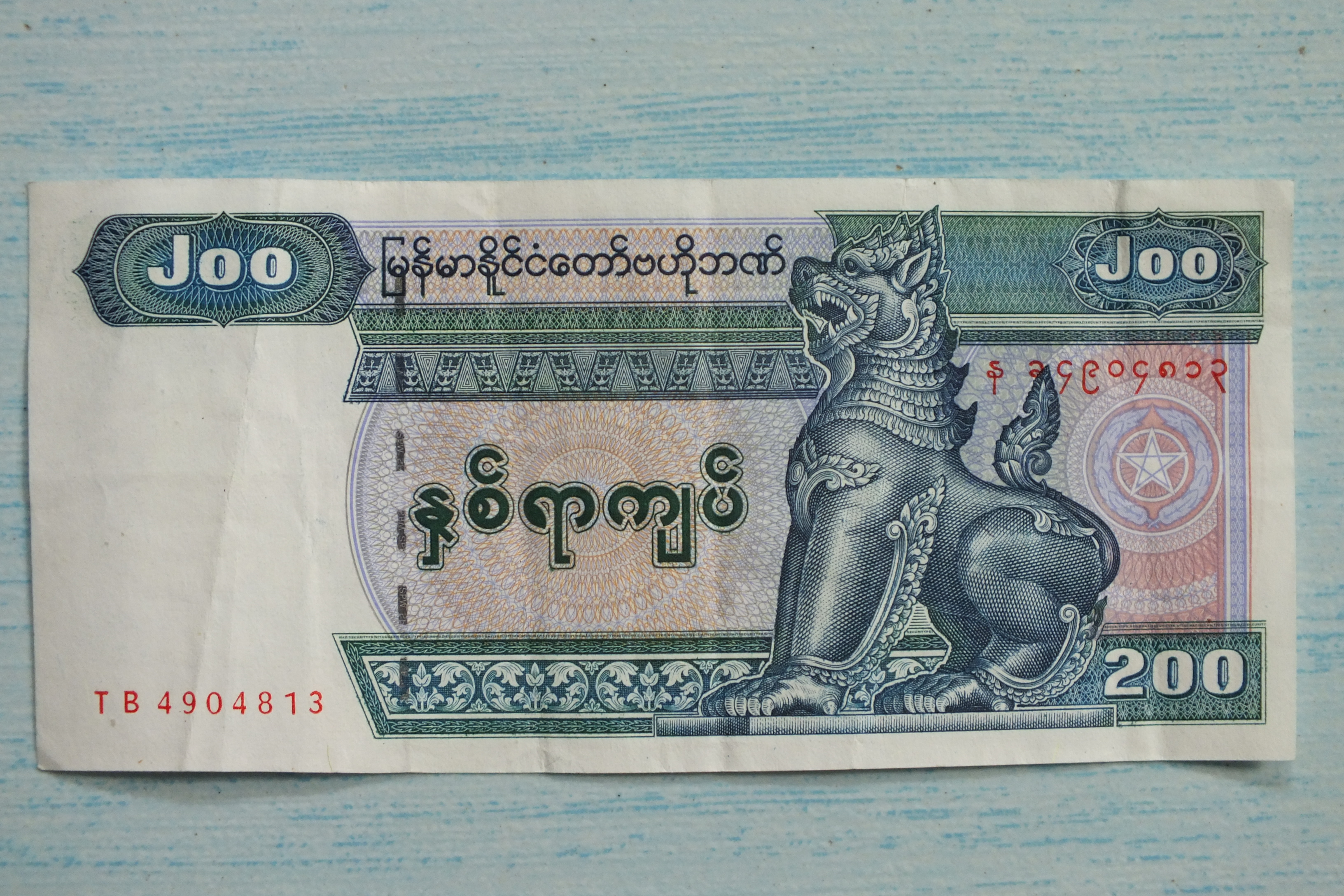
200 к'ят
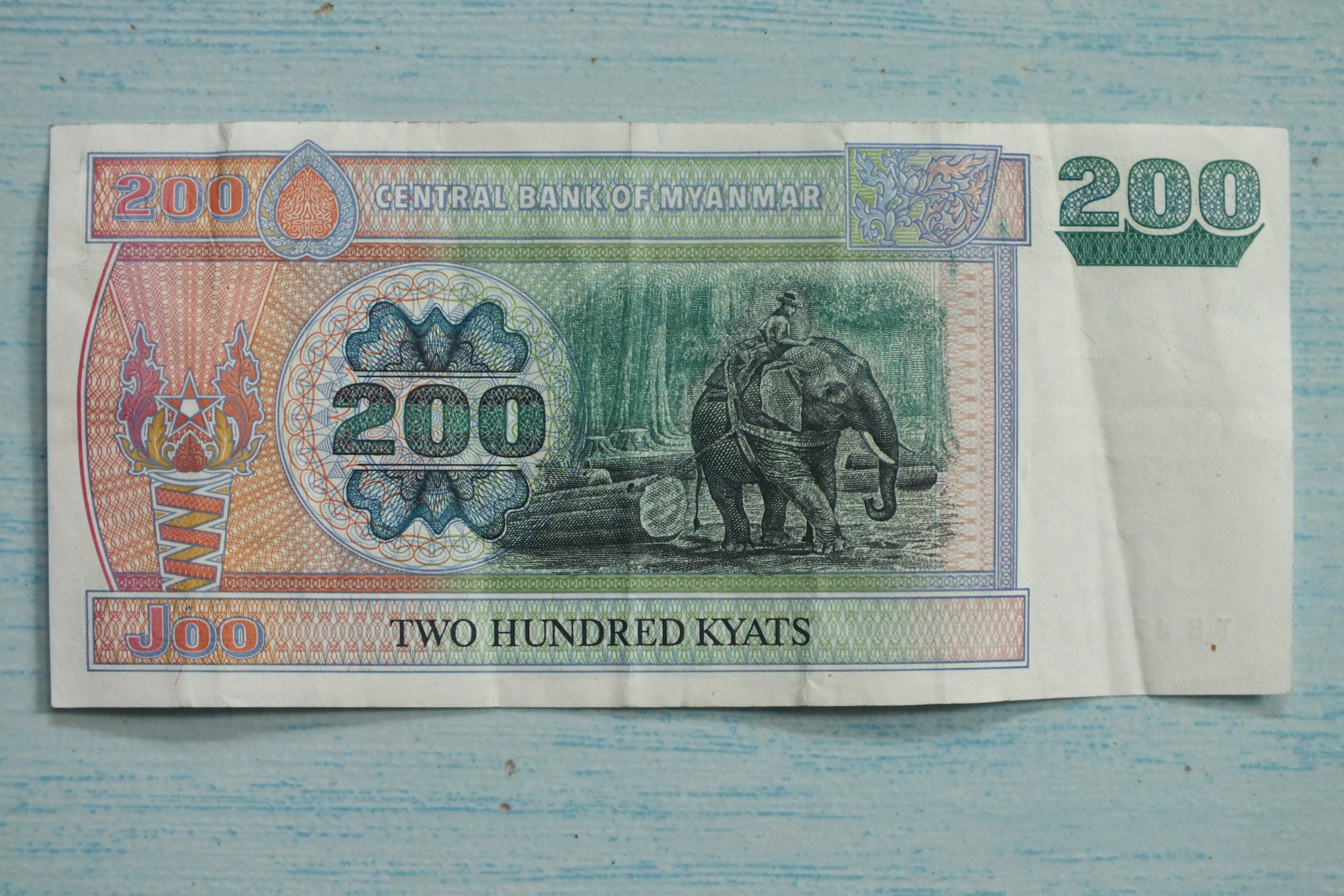
200 к'ят тил
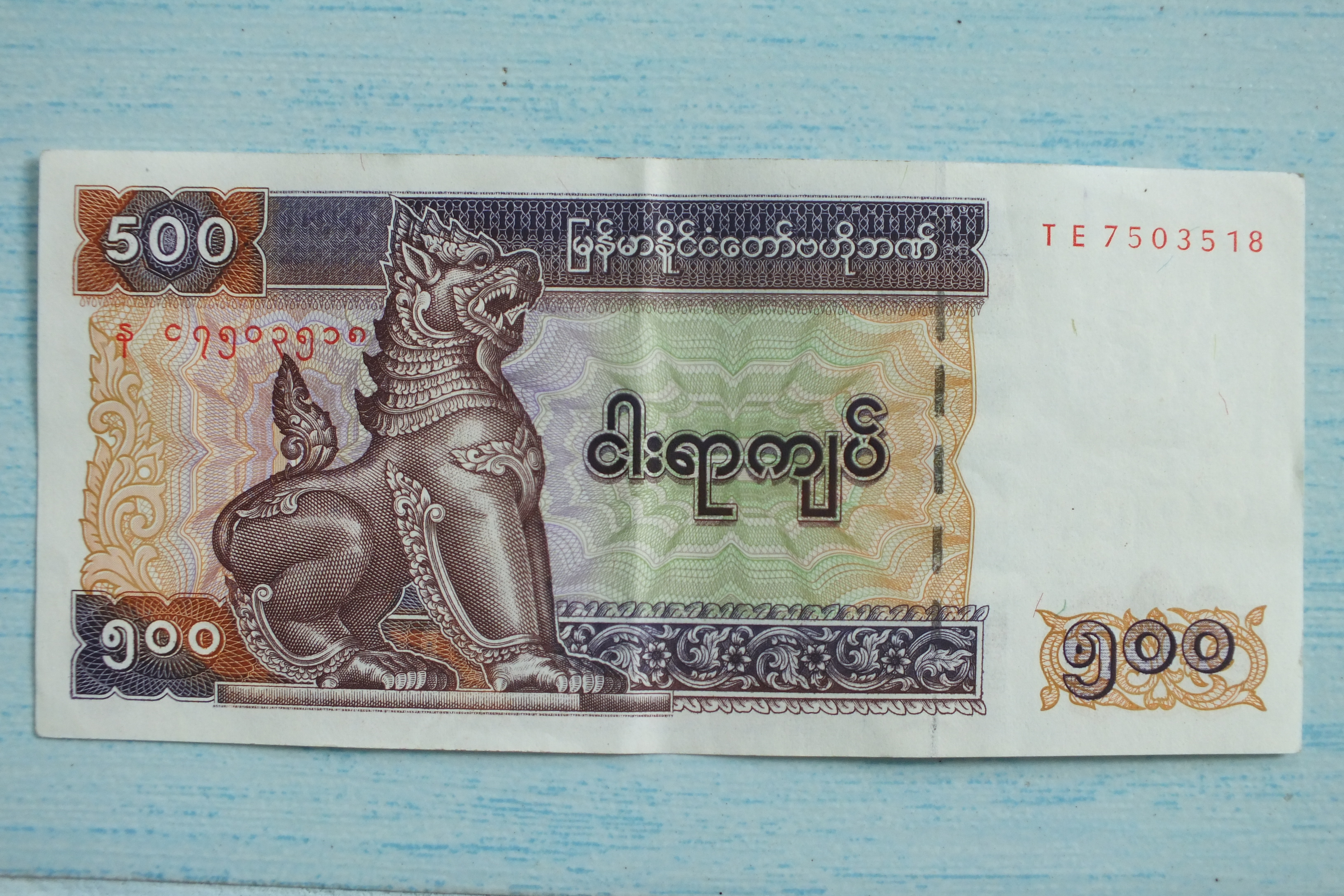
500 к'ят
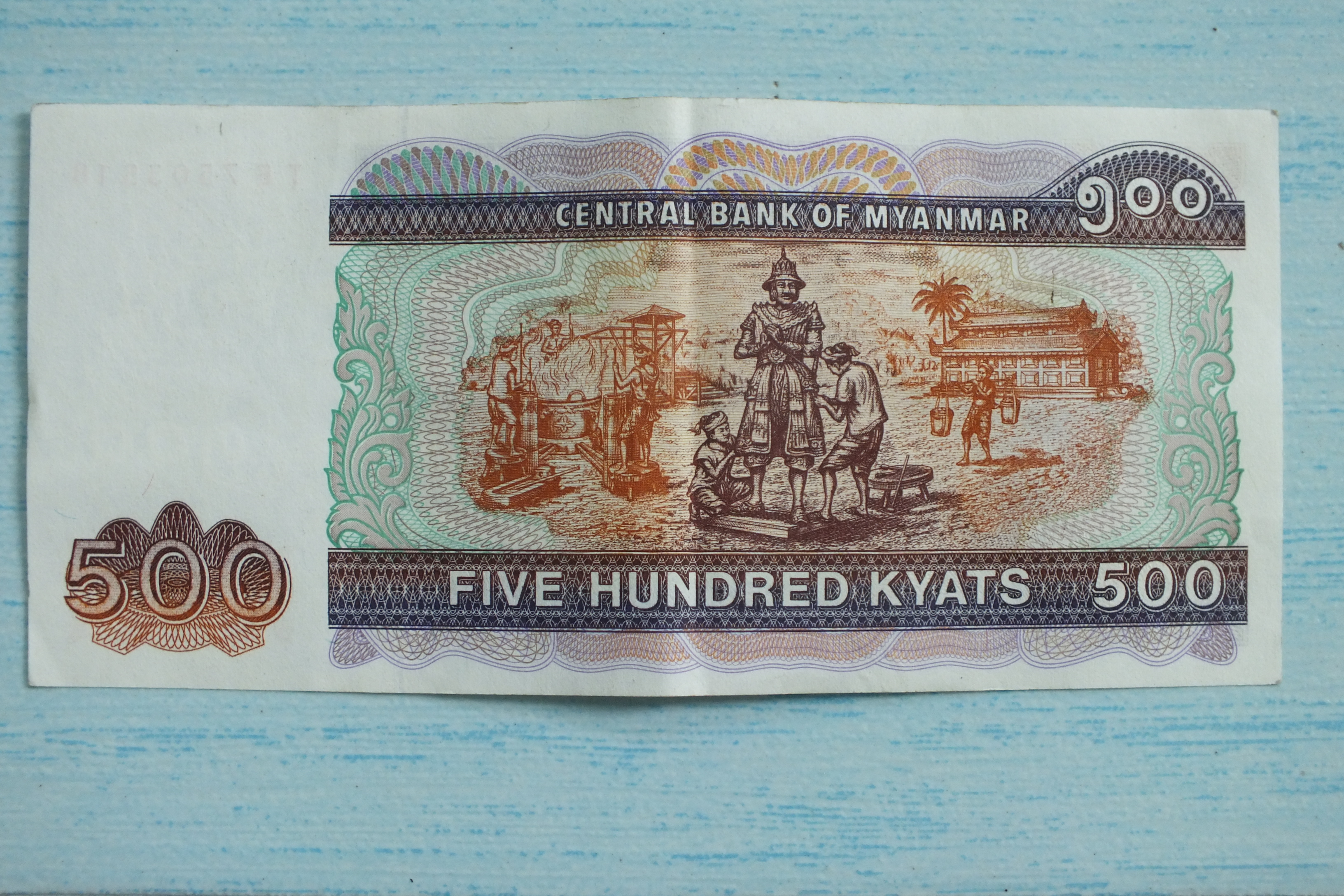
500 к'ят тил
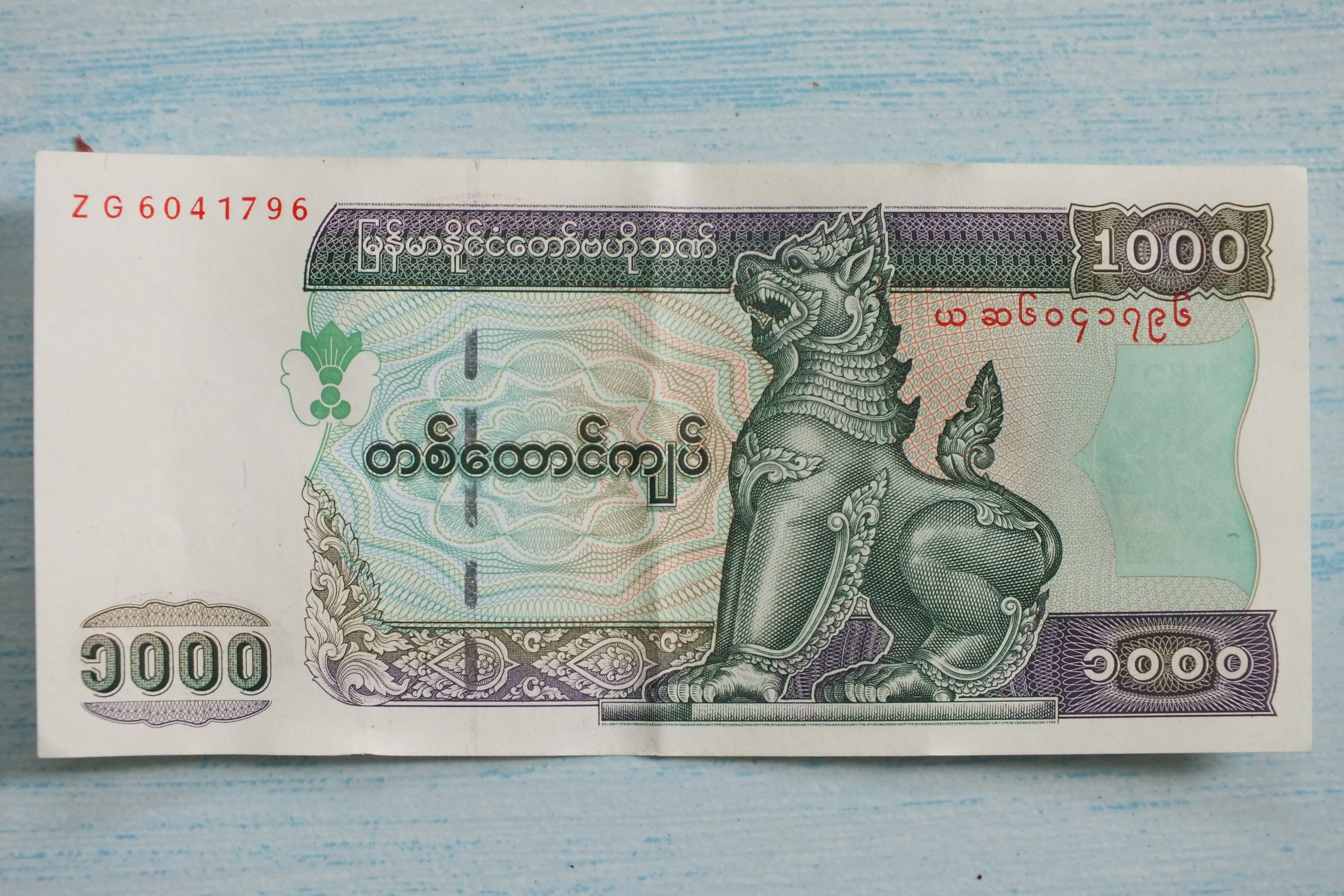
1000 к'ят
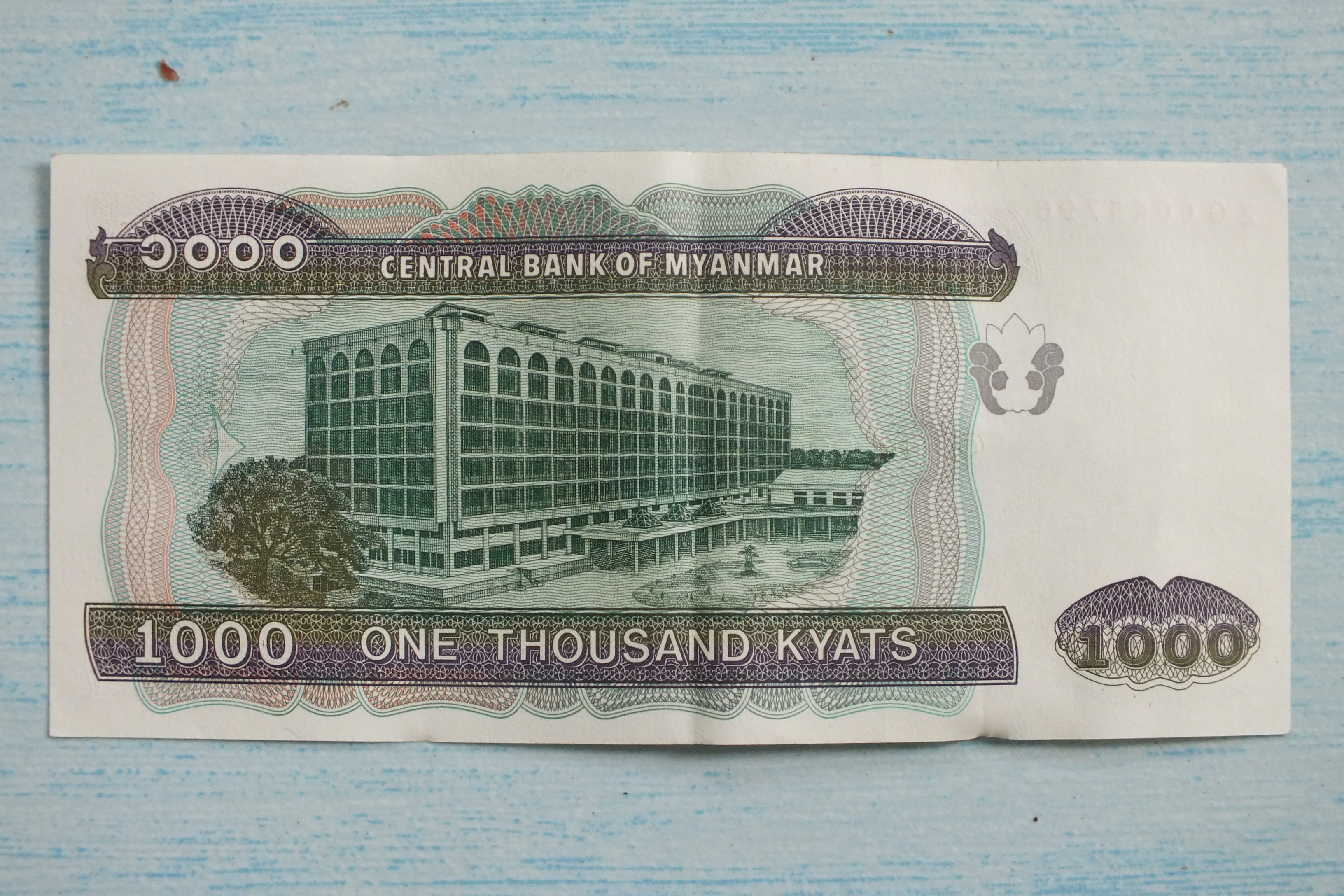
1000 к'ят тил
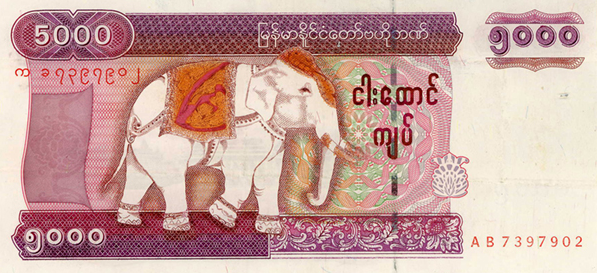
5000 к'ят із зображенням білого слона
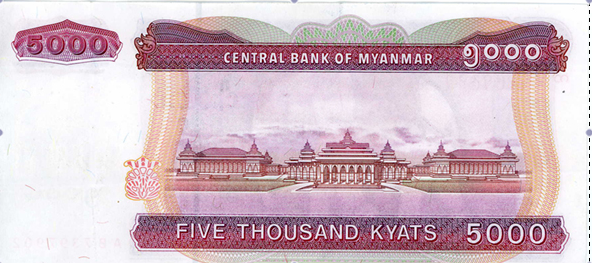
5000 к'ят тил

## Цікаві факти
- Іноземні гості країни, які приїжджають не за запрошенням і окремо від туристичної групи, повинні обміняти частину своїх грошей на місцеві обмінні сертифікати Центрального банку, які діють рівноправно з бірманською валютою
- Вільне ввезення та вивезення національної валюти заборонено. Можна ввозити іноземну валюту без обмежень лише за умови, що протягом пів року вона буде вивезена з країни. При виїзді з країни к'ят обмінюється на іноземну валюту виключно у межах 25% від суми обміну
- На 2017 рік було неможливо м'янмійські к'яти обміняти/продати в Таїланді, проте можливо їх придбати.